# کالدکت، کمبریج‌شر
کالدکت (به انگلیسی: Caldecote) یک روستا و محله مدنی در بریتانیا است که در کمبریج‌شر جنوبی واقع شده‌است. کالدکت ۱٬۷۳۷ نفر جمعیت دارد.